# Avenida Mansiche
La avenida Mansiche es una de las principales avenidas de la ciudad de Trujillo, ubicada en la costa norte peruana. 

## Recorrido
Inicia en una pequeña calle en el cruce con la Avenida España hasta llegar al Estadio Mansiche ,donde la avenida se amplía e inicia el by-pass, luego de ello cruza el pueblo de Mansiche hasta la Avenida América. Más allá la vía sigue en una zona residencial hasta llegar al Museo de Sitio y al camino a las ruinas de Chan Chan. Finaliza en las inmediaciones del Colegio Ramón Castilla y su tramo es continuado por la Carretera a Huanchaco, que cruza en un óvalo la Carretera Panamericana Norte,  una vía llega hasta el aeropuerto y la otra sigue hasta el Balneario de Huanchaco.